# إدموند دي روتشيلد جروب
مجموعة إدموند دي روتشيلد هي مؤسسة مالية متخصصة في الخدمات المصرفية الخاصة وإدارة الأصول . يقع مقر المجموعة في جنيف ، سويسرا . وهي مملوكة عائليًا ومستقلة، وتضم مؤسسات إدموند دي روتشيلد (الذراع الخيرية)، والعلامة التجارية لأسلوب الحياة إدموند دي روتشيلد هيريتاج (النبيذ الفاخر والجبن والفنادق والمطاعم الفاخرة)، وترعى فريق جيتانا ( فريق إبحار محترف).
تأسست المجموعة في باريس عام 1953 على يد إدموند دي روتشيلد تحت اسم شركة (أل سي أف) إدموند دي روتشيلد المالية . بعد افتتاح فروع في جنيف ولوكسمبورغ، أطلق صندوق أل سي أف أول صندوق للصناديق في عام 1969. في عام 1997، تولى بنيامين وأريان دي روتشيلد إدارة الشركة، التي أعيد تنظيمها وأعيد تسميتها ب إدموند دي روتشيلد جروب في عام 2010.
وفي عام 2022، تمكنت الشركة من إدارة أصول بقيمة 158 مليار فرنك سويسري، وكان لديها 2500 موظف، وكان لديها 29 موقعًا في 14 دولة.  تشغل أريان دي روتشيلد منصب الرئيس التنفيذي للمجموعة وسينثيا توبيانو نائب الرئيس التنفيذي منذ مارس 2023. 

## أنظر أيضاً
- إدموند أدولف دي روتشيلد
- بنيامين دي روتشيلد
- أريان دي روتشيلد
- عائلة روتشيلد
- الخدمات المصرفية في سويسرا